# تاراسکون
تاراسکون (به فرانسوی: Tarascon) یک کمون در فرانسه است که در بوش-دو-رون واقع شده‌است.

## خصوصیات
تاراسکون ۷۳٫۹۷ کیلومترمربع مساحت و ۱۳٬۵۴۰ نفر جمعیت دارد و ۱۷ متر بالاتر از سطح دریا واقع شده‌است.

## خواهرخوانده
شهرهای المزهورن، بیت‌شئان، Fraga، Neviano degli Arduini و پورانترویی خواهرخوانده‌های تاراسکون هستند.